# Trojvrh
Trojvrh is een plaats in de gemeente Josipdol in de Kroatische provincie Karlovac. De plaats telt  inwoners (2001).